# Gregorio Selleri
Gregorio Selleri, né le 12 juillet 1654 à Panicale, dans l'actuelle province de Pérouse, en Ombrie, alors dans les États pontificaux, et mort le 31 mai 1729 à Rome, est un cardinal italien du XVIIIe siècle. Il est membre de l'ordre des Dominicains.

## Biographie
Gregorio Selleri exerce diverses fonctions au sein de la Curie romaine, notamment comme  maître du palais apostolique et contribue a la condamnation du jansénisme dans la bulle Unigenitus.
Le pape Benoît XIII le crée cardinal in pectore lors du consistoire du 9 décembre 1726. Sa création est publiée le 30 avril 1728.

### Sources
- Fiche du cardinal Gregorio Selleri sur le site fiu.edu